# Chris Gardner
Christopher Paul Gardner (Milwaukee, Wisconsin; 9 de febrero de 1954) es un millonario empresario, conferencista y filántropo estadounidense.
Luchó a favor de las personas desamparadas en Estados Unidos mientras cuidaba a su hijo Christopher a comienzos de la década de 1980. Reside en Nueva York y Chicago.
La aventura de Gardner de ser un padre indigente hasta llegar a ser multimillonario se ha retratado en una película que se estrenó en Estados Unidos a finales de 2006, titulada En busca de la felicidad, en la que el actor Will Smith encarna a Chris. La película tiene como guion una adaptación del libro de las memorias de Gardner con el mismo título que fue publicado en el mismo año.

## Biografía
Christopher Paul Gardner más conocido como Chris Gardner, nació el 9 de febrero de 1954 en Milwaukee, Wisconsin, es un millonario emprendedor, conferencista motivacional y filántropo. 
En su infancia casi no tuvo modelos masculinos a seguir. Desde la ausencia de su padre Thomas Turner quien vivía en Luisiana, hasta su violento padrastro Freddie Triplett.
A pesar de ser un matrimonio infeliz; la madre de Gardner, Betty Jean Gardner, fue fuente de inspiración y fortaleza para él. Ella animó a Gardner a creer en sí mismo y tener confianza en sí mismo.
El propio Christopher creó la cita: “Sólo puedes depender de ti mismo, la caballería no va a venir a rescatarte”. Fue el segundo de una familia de cuatro, su hermana Ophelia (la mayor e hija de un matrimonio previo), Sharon y Kim (hijas del tercer matrimonio con Freddie Tripplett).
Su padrastro golpeaba a su madre constantemente dejándola casi noqueada y sus hijos tenían miedo de intervenir. Incluso en una ocasión la acusó de trabajar al mismo tiempo que recibía dinero de Servicios Sociales, lo que provocó que la metieran en la cárcel y sus hijos tuvieran que ir a un centro de menores temporal hasta su salida. Tiempo después, fue encarcelada de nuevo al tratar de quemar la casa con Tripplett dentro.
De esta experiencia, Gardner determinó que el alcoholismo, la violencia doméstica, el abuso a menores y el analfabetismo eran contra lo que lucharía el resto de su vida. Cuando Gardner entró de nuevo al centro de menores, tenía apenas ocho años, fue violado en una ocasión por un desconocido.
En este período conoció a sus tres tíos maternos: Archie, Willie y Henry. Siendo este último la más importante influencia de Gardner justo cuando más necesitaba la figura de un padre. Lamentablemente, su tío Henry murió ahogado en el Río Misisipi mientras su madre seguía en prisión.
Entre los años 60s y 70s, Chris sintió un profundo orgullo hacia la cultura afrodescendiente influenciado por Martin Luther King, Malcolm X y Eldridge Cleaver, así como un profundo interés en temas de racismo y discriminación en África y Estados Unidos.
También desarrolló un gusto por la música oyendo a James Brown y Miles Davis, lo que le llevó a aprender a tocar la trompeta. Después de acabar el instituto e inspirado en su tío Henry, se alistó como miembro del cuerpo médico en la Marina Estadounidense. Ahí conoció al Dr. Robert Ellis, quién le ofreció trabajo como asistente en la clínica de investigación en el Centro Médico de la Universidad de California y el Hospital de veteranos en San Francisco. Gardner aceptó el trabajo y se mudó a San Francisco en 1974. Durante dos años, aprendió cómo manejar el laboratorio e incluso colaboró en artículos de investigación con el Dr. Ellis.
El 18 de junio de 1977, Chris Gardner se casó con Sherry Dyson, experta educativa en matemáticas. Con 10 años de entrenamiento médico, lo más seguro era que Chris eligiera en el futuro una carrera médica. Sin embargo, debido a la larga duración de los estudios y los notables cambios tecnológicos que se producirían para cuando acabara, ya no podría servirle todo lo aprendido.
De esta manera, le aconsejaron buscar otra carrera, por lo que al cumplir 26 años anunció a su esposa que ya no quería ser doctor. Esto provocó un enfriamiento en la relación con Sherry, agravado por otras diferencias ideológicas. Tres años después Jackie Medina, una estudiante de odontología, quedaría embarazada por él. Gardner dejó a su esposa para cuidar de Jackie y su hijo. No sería hasta 9 años después cuando se consumaría el divorcio con Sherry.
Su hijo Christopher Jarrett Gardner Medina, nació el 28 de enero de 1981. Cuando éste cumplió un año, Gardner tuvo que tomar otros trabajos para poder mantenerse económicamente. Entre ellos como representante de ventas de CMS, compañía de equipo médico con un sueldo menor de $30 000.00 dólares al año. Después se cambiaría para Van Waters & Rogers, compañía más estable.
Motivado por las preguntas de su hijo, Gardner decidió localizar a su padre biológico, a quién sólo conocía por teléfono. Gracias a su nuevo trabajo en el que ganaba más dinero, pudo viajar a Luisiana para conocerlo por primera vez. Al final de ese viaje decidió que lograría ser un hombre de éxito. Después de ir a una de sus ventas, la vida de Gardner cambió. Conoció a un hombre impecablemente vestido con un Ferrari rojo.
Curioso, Gardner le preguntó que hacía para vivir, a lo que respondió que era corredor de bolsa. A partir de ahí Gardner decidió a lo que quería dedicarse en el futuro. Este hombre de traje era Bob Bridges, quién lo introdujo en el mundo de las finanzas. Inmediatamente le presentó al director de la firma para hablarle de programas de capacitación.
Durante los siguientes dos meses, Gardner canceló todas sus citas de ventas y pospuso sus multas de estacionamiento acumuladas, incluida la que le pusieron cuando estaba hablando con ellos. Gardner consiguió una oportunidad al ser aceptado en un programa de capacitación en E. F. Hutton. De golpe renunció a su trabajo para dedicarse a tiempo completo a la preparación para ser corredor de bolsa.
Cuando por fin se presentó en la oficina el primer día, se encontró con la sorpresa de que habían despedido una semana antes al director que lo contrató. Sin experiencia ni licenciatura ni conexiones, consiguió que le hicieran una entrevista en la bolsa de valores Dean Witter Reynolds, pero una semana antes fue detenido por no pagar 1.200 dólares en multas de coche y pasó 10 días en la cárcel.
Cuando salió, descubrió que su novia se había ido con su hijo y todas sus pertenencias, incluida su ropa. Al día siguiente, con la misma ropa con que entró a la cárcel se decidió a presentarse. La táctica surtió efecto y consiguió un empleo como aprendiz por 1.000 dólares al mes, que apenas le alcanzarían para vivir.
Cuatro meses después de que Jackie desapareciera, regresó para dejarle de nuevo a su hijo para que él se hiciera cargo del niño. En las pensiones no se aceptaban niños, pero aun así aceptó su custodia.
A pesar de tener trabajo, su hijo y él vivían desamparados sin hogar mientras ahorraban para alquilar una casa en Berkeley (California). Ninguno de sus compañeros de trabajo sabía que él y su hijo estuvieron un año viviendo sin casa. Todo su sueldo se iba en los pañales, el jardín infantil y la comida.
Usaba dos trajes, uno gris y uno azul, que cargaba en su bolsa. Al principio dormían en moteles baratos, pero no se podían dar ese lujo durante todo el mes. Más adelante dormían en donde pudieran, como en su oficina, albergues, parques y hasta baños públicos. Chris recibió ayuda de las personas que menos esperaba.
Pero fue el reverendo Cecil Williams quien al ver la dedicación de Gardner a su hijo, les permitió quedarse por unos cuantos meses en el refugio de madres indigentes. Hoy en día cuando se le pregunta a Christopher Gardner, Jr. como fue vivir sin techo, él responde: “No podría decirte que fuéramos sin-techo, yo sólo sabía que siempre teníamos que irnos. Así que, si me acuerdo de algo, es nosotros moviéndonos, siempre moviéndonos”. 
Gardner siempre fue el primero en llegar a la oficina y el último en irse, haciendo persistentes llamadas a los clientes potenciales. En 1982, por fin pasó su examen para obtener la licencia de corredor de bolsa y obtuvo empleo en Dean Witter Reynolds.
Cinco años después, Chris Gardner estableció su propia firma de bolsa de valores "Gardner Rich & Co", en Chicago, Illinois. Escogió este nombre debido a que consideraba a Marc Rich, como uno de los hombres y empresarios más exitosos del mundo. Consistía en una bolsa de valores institucional especializada en deudas, las transacciones de algunas de las instituciones más grandes del país y planes para pensiones públicas.
Su nueva compañía empezó en su pequeño piso con una inversión inicial de $10,000 dólares y una mesa de madera que servía para la hora de la comida en familia. En el 2006 vendió Gardner Rich & Co. en un trato multimillonario, y se convirtió en fundador de Christopher Gardner International Holdings, con oficinas en Nueva York, Chicago, y San Francisco.

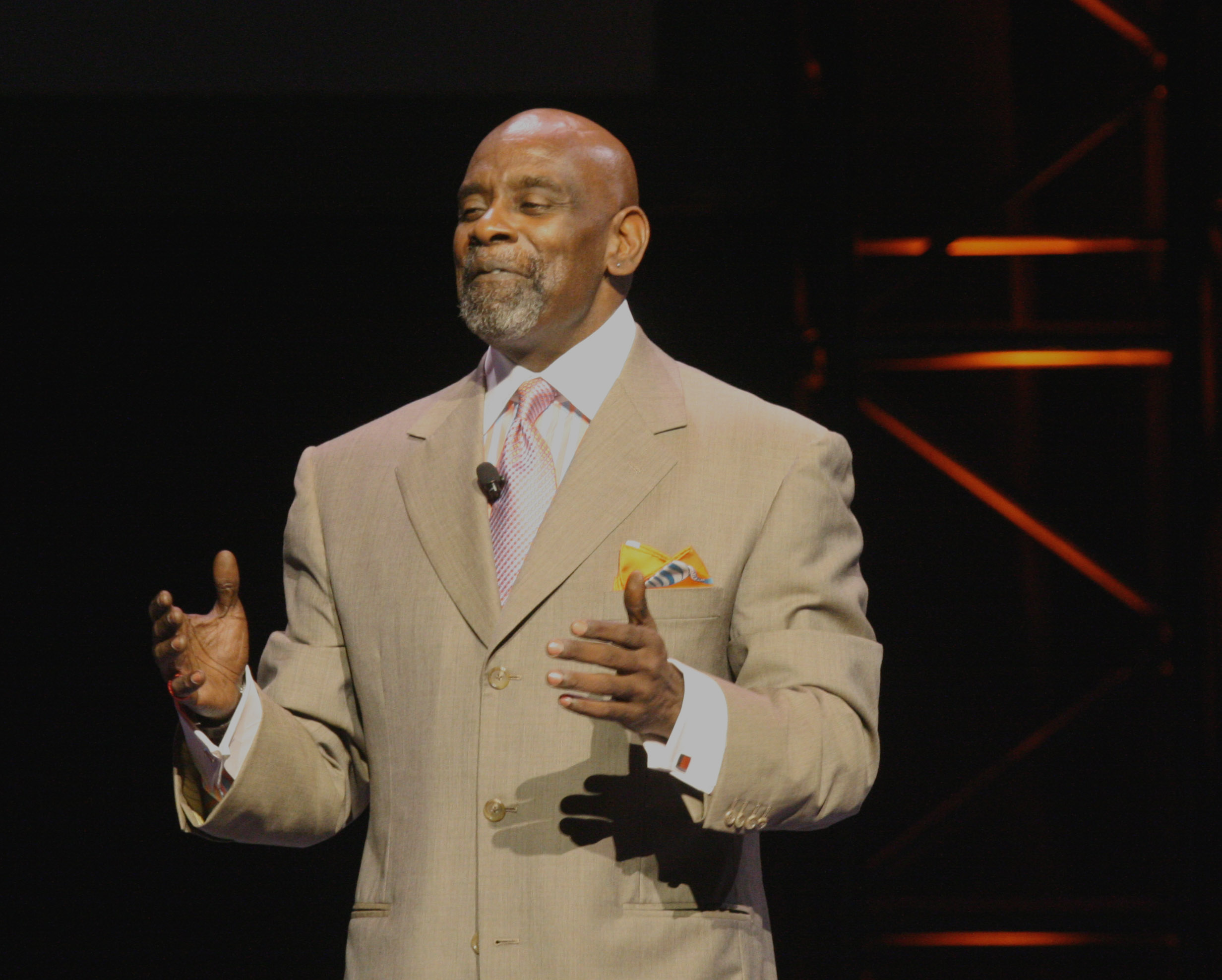
Chris Gardner en 2007.

Ahora está haciendo inversiones en Sudáfrica que crearán cientos de trabajos e introducirán millones en inversiones extranjeras para la nación. En la actualidad también coopera en varias organizaciones filantrópicas como "Cara Program" y la Iglesia Metodista de San Francisco quiénes más le ayudaron cuando lo necesitaron él y su hijo.
También fundó un proyecto millonario en San Francisco que crea casas de renta baja y oportunidades de empleo. En Chicago da asistencias para vacantes de empleo, orientación laboral y capacitación a gente sin hogar ni recursos. También coopera con el National Fatherhood Initiative para enseñanza de los niños. Ha recibido el premio al Padre del Año en 2002, el 2005 Premio Anual Humanitario y en 2006 el Premio a Amigos de África.
Su historia pasó inadvertida hasta aparecer en una parte del programa 20/20, en 2003. Una editorial se interesó e hizo un libro basado en su vida, que fue adaptado para la pantalla grande en la película “The Pursuit of Happyness” producida por Columbia Pictures y protagonizada por Will Smith, quien fue nominado al Oscar por la misma película.
Gardner faltó al estreno para asistir a un evento de caridad el día de Navidad.